# ジョー・トマネ
ジョセフ・マラキ・"ジョー"・トマネ（Joseph Malaki "Joe" Tomane、1990年2月11日 - ）は、プロD2、ビアリッツ・オランピックに所属するニュージーランド・パーマストンノース出身のラグビーユニオン選手。元オーストラリア代表。

## プロフィール
- ポジションはウィング(WTB)、センター(CTB)。
- 身長188cm、体重102kg。
- かつてはラグビーリーグの選手だった[1]。
- オーストラリア代表キャップは17（2020年4月現在）でラグビーワールドカップ2015のオーストラリア代表に選ばれた[2]。
- バーバリアンズに選ばれたことがある[3]。

## 略歴
ブランビーズ、キャンベラ・ヴァイキングズ、モンペリエを経て、2018年、レンスターに加入。
2020年、リコーブラックラムズ(現・リコーブラックラムズ東京)に加入。
2021年2月20日にジャパンラグビートップリーグ第1節パナソニック ワイルドナイツ戦に先発出場で日本での公式戦初出場を果たす。
2022年、ビアリッツ・オランピックに加入。